# Liorhina diadema
Liorhina diadema är en insektsart som beskrevs av Hamilton 1980. Liorhina diadema ingår i släktet Liorhina och familjen spottstritar. Inga underarter finns listade i Catalogue of Life.